# 117.º Congreso de los Estados Unidos
El 117.º Congreso de los Estados Unidos fue una reunión del poder legislativo del gobierno federal de los Estados Unidos, compuesta por el Senado de los Estados Unidos y la Cámara de Representantes de los Estados Unidos. Se reunió en Washington D. C., del 3 de enero de 2021 al 3 de enero de 2023, durante las últimas semanas de la presidencia de Donald Trump y los dos primeros años de la presidencia de Joe Biden.
En las elecciones de noviembre de 2020, el Partido Demócrata mantuvo la mayoría en la Cámara de Representantes, y logró ganar la mayoría en el Senado por primera vez desde 2012.

## Grandes eventos

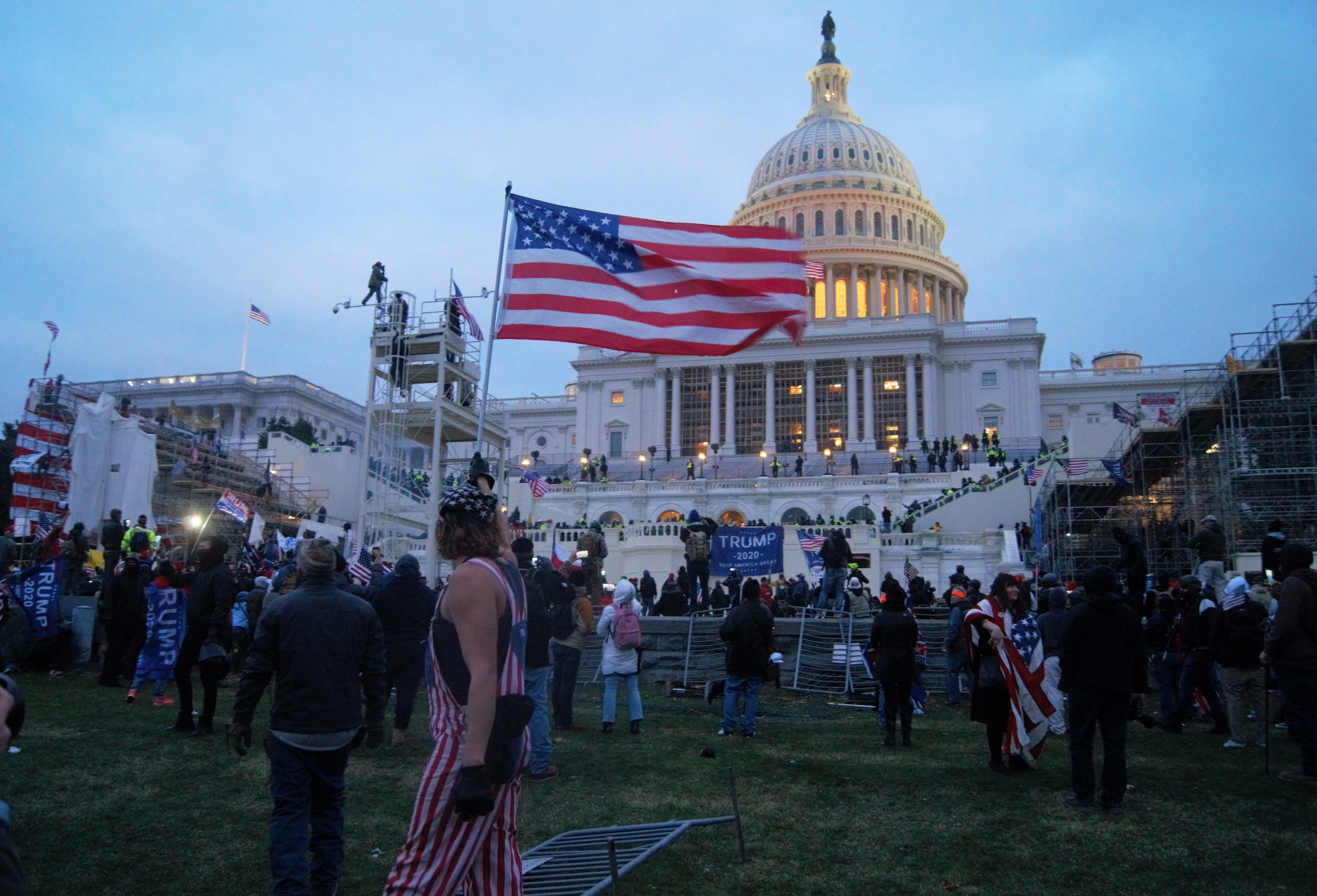
Asalto al Capitolio de los Estados Unidos (6 de enero de 2021)

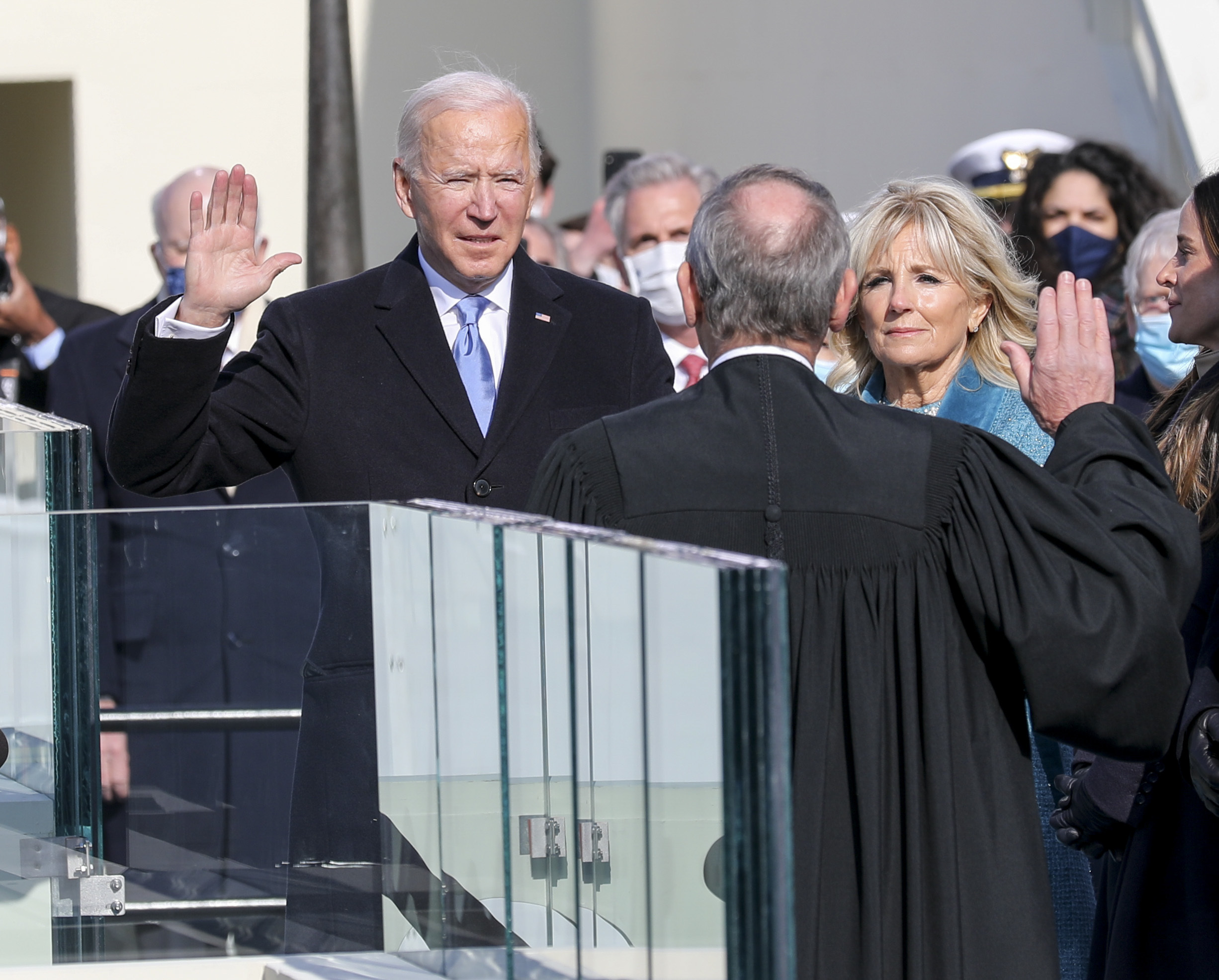
Joe Biden toma el juramento al cargo como el 46.º presidente de los Estados Unidos.

- 6 de enero de 2021: Un grupo de manifestantes partidarios del presidente de los Estados Unidos, Donald Trump, irrumpieron en la sede del Congreso, violando la seguridad y ocupando partes del edificio durante varias horas. El evento interrumpió una sesión conjunta del Congreso para contar los votos del Colegio Electoral y certificar la victoria de Joe Biden en las elecciones presidenciales de 2020.
- 13 de enero de 2021: Segundo proceso de destitución de Donald Trump
- 20 de enero de 2021: Inauguración del presidente Joe Biden.
- 28 de abril de 2021: Primer discurso de Biden ante el Congreso
- 12 de mayo de 2021: Los republicanos de la Cámara votaron para destituir a Liz Cheney como presidenta de la conferencia republicana por criticar a Donald Trump.[1]
- 1 de marzo de 2022: Joe Biden pronuncia su primer discurso sobre el estado de la Unión ante una sesión conjunta del Congreso.

## Resumen por partido

### Senado
| Afiliación                  | Partido(el sombreado indica un grupo mayoritario) | Partido(el sombreado indica un grupo mayoritario) | Partido(el sombreado indica un grupo mayoritario) | Total | Vacante |
| --------------------------- | ------------------------------------------------- | ------------------------------------------------- | ------------------------------------------------- | ----- | ------- |
| Afiliación                  |                                                   |                                                   |                                                   | Total | Vacante |
| Afiliación                  | Demócrata                                         | Independiente                                     | Republicano                                       | Total | Vacante |
| Final del 116.º Congreso    | 46                                                | 2                                                 | 52                                                | 100   | 0       |
|                             |                                                   |                                                   |                                                   |       |         |
| Inició (3 de enero de 2021) | 46                                                | 2                                                 | 51                                                | 99    | 1       |
| 18 de enero de 2021         | 45                                                | 2                                                 | 51                                                | 98    | 2       |
| 20 de enero de 2021         | 48                                                | 2                                                 | 50                                                | 100   | 0       |
| Último porcentaje de votos  | 50.0%                                             | 50.0%                                             | 50.0%                                             |       |         |

### Cámara de los Representantes
| Afiliación                  | Partido(el sombreado indica un grupo mayoritario) | Partido(el sombreado indica un grupo mayoritario) | Partido(el sombreado indica un grupo mayoritario) | Partido(el sombreado indica un grupo mayoritario) | Total | Vacante |
| --------------------------- | ------------------------------------------------- | ------------------------------------------------- | ------------------------------------------------- | ------------------------------------------------- | ----- | ------- |
| Afiliación                  |                                                   |                                                   |                                                   |                                                   | Total | Vacante |
| Afiliación                  | Demócrata                                         | Independiente                                     | Republicano                                       | Libertario                                        | Total | Vacante |
| Final del 116.º Congreso    | 233                                               | 1                                                 | 195                                               | 1                                                 | 430   | 5       |
|                             |                                                   |                                                   |                                                   |                                                   |       |         |
| Inicio (3 de enero de 2021) | 222                                               | 0                                                 | 211                                               | 0                                                 | 433   | 2       |
| 15 de enero de 2021         | 221                                               | 0                                                 | 211                                               | 0                                                 | 432   | 3       |
| 7 de febrero de 2021        | 221                                               | 0                                                 | 210                                               | 0                                                 | 431   | 4       |
| 11 de febrero de 2021       | 221                                               | 0                                                 | 211                                               | 0                                                 | 432   | 3       |
| 10 de marzo de 2021         | 220                                               | 0                                                 | 211                                               | 0                                                 | 431   | 4       |
| 16 de marzo de 2021         | 219                                               | 0                                                 | 211                                               | 0                                                 | 430   | 5       |
| 6 de abril de 2021          | 218                                               | 0                                                 | 211                                               | 0                                                 | 429   | 6       |
| 14 de abril de 2021         | 218                                               | 0                                                 | 212                                               | 0                                                 | 430   | 5       |
| 11 de mayo de 2021          | 219                                               | 0                                                 | 212                                               | 0                                                 | 431   | 4       |
| 16 de mayo de 2021          | 219                                               | 0                                                 | 211                                               | 0                                                 | 430   | 5       |
| 14 de junio de 2021         | 220                                               | 0                                                 | 211                                               | 0                                                 | 431   | 4       |
| 30 de julio de 2021         | 220                                               | 0                                                 | 212                                               | 0                                                 | 432   | 3       |
| 4 de noviembre de 2021      | 221                                               | 0                                                 | 213                                               | 0                                                 | 434   | 1       |
| 1 de enero de 2022          | 221                                               | 0                                                 | 212                                               | 0                                                 | 433   | 2       |
| 18 de enero de 2022         | 222                                               | 0                                                 | 212                                               | 0                                                 | 434   | 1       |
| 17 de febrero de 2022       | 222                                               | 0                                                 | 211                                               | 0                                                 | 433   | 2       |
| 18 de marzo de 2022         | 222                                               | 0                                                 | 210                                               | 0                                                 | 432   | 3       |
| 31 de marzo de 2022         | 221                                               | 0                                                 | 209                                               | 0                                                 | 430   | 5       |
| 11 de mayo de 2022          | 221                                               | 0                                                 | 208                                               | 0                                                 | 429   | 6       |
| 25 de mayo de 2022          | 220                                               | 0                                                 | 208                                               | 0                                                 | 428   | 7       |
| 14 de junio de 2022         | 220                                               | 0                                                 | 209                                               | 0                                                 | 429   | 6       |
| 21 de junio de 2022         | 220                                               | 0                                                 | 210                                               | 0                                                 | 430   | 5       |
| 12 de julio de 2022         | 220                                               | 0                                                 | 211                                               | 0                                                 | 431   | 4       |
| Último porcentaje de votos  | 51.0%                                             | 0.0%                                              | 49.0%                                             | 0.0%                                              |       |         |

## Liderazgo

### Senado
- Presidente del Senado: Mike Pence (R) (hasta el 20 de enero de 2021)
  - Kamala Harris (D) (a partir del 20 de enero de 2021)
- Presidente pro tempore: Chuck Grassley (R) (hasta el 20 de enero de 2021)
  - Patrick Leahy (D) (a partir del 20 de enero de 2021)

#### Liderazgo demócrata
- Líder de la Mayoría: Chuck Schumer[2]

#### Liderazgo republicano
- Líder de la Minoría: Mitch McConnell[3]

### Cámara de Representantes
- Presidenta de la Cámara: Nancy Pelosi (D)

#### Liderazgo demócrata
- Líder de la Mayoría: Steny Hoyer
- Látigo de la Mayoría: Jim Clyburn

#### Liderazgo republicano
- Líder de la Minoría: Kevin McCarthy
- Látigo de la Minoría: Steve Scalise

## Miembros

### Senado
Los números se refieren a sus clases del Senado. Todos los senadores de clase 1 se encuentran en la mitad de su mandato (2019-2025), habiendo sido elegidos en 2018 y se enfrentan a la reelección en 2024. Los senadores de clase 2 están al comienzo de su mandato (2021-2027), habiendo sido elegidos en 2020. Los senadores de la clase 3 están al final de su mandato (2017-2023) y se enfrentan a la reelección en 2022.

Composición del Senado por estado
2 demócratas
2 republicanos
1 demócrata y 1 republicano
1 independiente
1 por definir

Composición de la Cámara por distrito
Demócrata
Republicano
Vacante

| - 2. Tommy Tuberville (R) - 3. Richard Shelby (R) - 2. Dan Sullivan (R) - 3. Lisa Murkowski (R) - 1. Kyrsten Sinema (D) - 3. Mark E. Kelly (D) - 2. Tom Cotton (R) - 3. John Boozman (R) - 1. Dianne Feinstein (D) - 3. Kamala Harris (D), hasta el 18 de enero de 2021 - Alex Padilla (D), a partir del 20 de enero de 2021 - 2. Thom Tillis (R) - 3. Richard Burr (R) - 2. Lindsey Graham (R) - 3. Tim Scott (R) - 2. John Hickenlooper (D) - 3. Michael Bennet (D) - 1. Chris Murphy (D) - 3. Richard Blumenthal (D) - 1. Kevin Cramer (R) - 3. John Hoeven (R) - 2. Mike Rounds (R) - 3. John Thune (R) - 1. Tom Carper (D) - 2. Chris Coons (D) - 1. Rick Scott (R) - 3. Marco Rubio (R) - 2. Vacante (hasta el 20 de enero de 2021) - Jon Ossoff (D), (a partir del 20 de enero de 2021) - 3.Kelly Loeffler (R), (hasta el 20 de enero de 2021) - Raphael Warnock (D), (a partir del 20 de enero de 2021) - 1. Mazie Hirono (D) - 3. Brian Schatz (D) - 2. Jim Risch (R) - 3. Mike Crapo (R) - 2. Dick Durbin (D) - 3. Tammy Duckworth (D) - 1. Mike Braun (R) - 3. Todd Young (R) - 2. Joni Ernst (R) - 3. Chuck Grassley (R) - 2. Roger Marshall (R) - 3. Jerry Moran (R) - 2. Mitch McConnell (R) - 3. Rand Paul (R) - 2. Bill Cassidy (R) - 3. John N. Kennedy (R) - 1. Angus King (I) - 2. Susan Collins (R) - 1. Ben Cardin (D) - 3. Chris Van Hollen (D) - 1. Elizabeth Warren (D) - 2. Ed Markey (D) | - 1. Debbie Stabenow (D) - 2. Gary Peters (D) - 1. Amy Klobuchar (DFL) - 2. Tina Smith (DFL) - 1. Roger Wicker (R) - 2. Cindy Hyde-Smith (R) - 1. Josh Hawley (R) - 3. Roy Blunt (R) - 1. Jon Tester (D) - 2. Steve Daines (R) - 1. Deb Fischer (R) - 2. Ben Sasse (R) - 1. Jacky Rosen (D) - 3. Catherine Cortez Masto (D) - 1. Bob Menendez (D) - 2. Cory Booker (D) - 1. Kirsten Gillibrand (D) - 3. Chuck Schumer (D) - 2. Jeanne Shaheen (D) - 3. Maggie Hassan (D) - 1. Martin Heinrich (D) - 2. Ben Ray Luján (D) - 1. Sherrod Brown (D) - 3. Rob Portman (R) - 2. Jim Inhofe (R) - 3. James Lankford (R) - 2. Jeff Merkley (D) - 3. Ron Wyden (D) - 1. Bob Casey Jr. (D) - 3. Pat Toomey (R) - 1. Sheldon Whitehouse (D) - 2. Jack Reed (D) - 1. Marsha Blackburn (R) - 2. Bill Hagerty (R) - 1. Ted Cruz (R) - 2. John Cornyn (R) - 1. Mitt Romney (R) - 3. Mike Lee (R) - 1. Bernie Sanders (I) - 3. Patrick Leahy (D) - 1. Tim Kaine (D) - 2. Mark Warner (D) - 1. Joe Manchin (D) - 2. Shelley Moore Capito (R) - 1. Maria Cantwell (D) - 3. Patty Murray (D) - 1. Tammy Baldwin (D) - 3. Ron Johnson (R) - 1. John Barrasso (R) - 2. Cynthia Lummis (R) | Líderes de la Minoría en el SenadoLíder republicano Mitch McConnellLátigo republicano John Thune Líderes de la Mayoría en el SenadoLíder demócrata Chuck SchumerLátigo demócrata Richard Durbin |

|}

### Cámara de Representantes
Los 435 escaños se cubrirán mediante elección en noviembre de 2020.